# Coupe du monde de football ConIFA
La Coupe du monde de football ConIFA est une compétition internationale créée et organisée par la ConIFA, une organisation qui regroupe certains États, minorités, régions ou nations non affiliés à la FIFA, désirant participer à des compétitions internationales. Elle est créée en 2014 à la suite de l'annulation de la Viva World Cup. Le vainqueur de la Coupe du monde à la fin de la compétition obtient le titre de Champion du monde.
La Coupe du monde de football ConIFA est la compétition non-FIFA la plus importante.
Le 30 mai 2020, la ConIFA a décidé d'annuler le tournoi en raison de la pandémie de Covid-19. 

## Historique
En 2014, la Viva World Cup prévue en Laponie est annulée ; des équipes françaises de Provence et d'Occitanie se portent candidates pour l'accueillir mais leur démarche n'aboutit pas. Alors que les dernières éditions de la Viva World Cup ont eu lieu en 2012 pour le football masculin et en 2010 pour le football féminin, une fédération et une coupe concurrentes sont créées.

### Éditions

#### Coupe du monde de football ConIFA 2014
La première édition a lieu à Ostersund en Suède du 1er juin au 8 juin 2014. Une édition qui est disputée sans le Québec et Zanzibar, pourtant annoncés partant,,. Ces derniers ont finalement décliné l'invitation et sont remplacés par l'Ossétie du Sud et le Comté de Nice. Douze équipes participent à cette première édition. Elle est remportée par l'équipe du Comté de Nice en battant en finale l'Île de Man aux tirs au but (0-0, 5 t.a.b à 3),,,.

#### Coupe du monde de football ConIFA 2016
La seconde édition a lieu à Gagra et Soukhoumi en Abkhazie en Géorgie du 28 mai au 6 juin 2016,,,,. Douze équipes participent à cette nouvelle édition. Cette seconde édition est remportée par l'équipe d'Abkhazie en battant en finale l'équipe du Pendjab aux tirs au but (1-1, 6 t.a.b à 5),,.

#### Coupe du monde de football ConIFA 2018
La troisième édition a lieu principalement à Londres en Angleterre du 31 mai au 10 juin 2018,,,,,,,,,,,,. Pour la première fois le tournoi passe de 12 à 16 équipes.
Le groupe Right Said Fred (Richard Fairbrass et Fred Fairbrass) a été choisi pour interpréter l'hymne officiel de Paddy Power pour la compétition. Il s'intitule Bring the House Down et a été dévoilé le 29 mai 2018.
Pour la première fois de son histoire la Ruthénie subcarpathique remporte la troisième Coupe du monde de football ConIFA après s'être imposée en finale face à Chypre du Nord aux tirs au but (0-0, 3 t.a.b à 2),,. La finale fut arbitrée par l'ancien officiel de la Premier League Mark Clattenburg,.

#### Coupe du monde de football ConIFA 2020
Le 22 août 2019, l'organisation de la Coupe du monde 2020 est retirée au Somaliland.
Le 2 décembre 2019, la ConIFA annonce que la Coupe du monde aura lieu en Macédoine du Nord.
Les instances de la ConIFA, ainsi que le comité d’organisation sont en contact étroit avec les fédérations membres et le gouvernement de Macédoine du Nord, et ont parlé sur l’incertitude d'organiser la Coupe du monde de football ConIFA 2020 en raison de la pandémie de Covid-19.
Le 23 mars 2020, la ConIFA a annoncé que la quatrième Coupe du monde de football ConIFA n'aura pas lieu en Macédoine du Nord du 30 mai au 7 juin 2020,,,,,,. Il est finalement décidé que le tournoi est annulé à cause de la pandémie du Covid-19.
Il existe un point commun entre la Coupe du monde de football de la FIFA de 1942 (annulée à cause de la Seconde Guerre mondiale) et la Coupe du monde de football ConIFA 2020, les deux tournois auraient dû être la quatrième édition des deux fédérations de football.

## Palmarès
Bilan de la Coupe du monde de football ConIFA
| Édition | Édition | Lieu              | Organisateur                                        | Finale                                              | Finale                                              | Finale                                              | Match pour la 3e place                              | Match pour la 3e place                              | Match pour la 3e place                              | Participants                                        | Rapport                                             |
| no      | Année   | Lieu              | Organisateur                                        | Champion                                            | Score                                               | Finaliste                                           | Troisième                                           | Score                                               | Quatrième                                           | Participants                                        | Rapport                                             |
| ------- | ------- | ----------------- | --------------------------------------------------- | --------------------------------------------------- | --------------------------------------------------- | --------------------------------------------------- | --------------------------------------------------- | --------------------------------------------------- | --------------------------------------------------- | --------------------------------------------------- | --------------------------------------------------- |
| 1re     | 2014    | Suède             | Laponie                                             | Comté de Nice                                       | 0-0 (t. a. b. : 5-3)                                | Île de Man                                          | Araméens                                            | 4-1                                                 | Ossétie du sud                                      | 12                                                  |                                                     |
| 2e      | 2016    | Géorgie           | Abkhazie                                            | Abkhazie                                            | 1-1 (t. a. b. : 6-5)                                | Pendjab                                             | Chypre du Nord                                      | 2-0                                                 | Padanie                                             | 12                                                  |                                                     |
| 3e      | 2018    | Angleterre        | Brava                                               | Ruthénie subcarpathique                             | 0-0 (t. a. b. : 3-2)                                | Chypre du Nord                                      | Padanie                                             | 0-0 (t.a.b : 5 - 4)                                 | Pays sicule                                         | 16                                                  |                                                     |
| -       | 2020    | Macédoine du Nord | Tournoi annulé en raison de la pandémie de Covid-19 | Tournoi annulé en raison de la pandémie de Covid-19 | Tournoi annulé en raison de la pandémie de Covid-19 | Tournoi annulé en raison de la pandémie de Covid-19 | Tournoi annulé en raison de la pandémie de Covid-19 | Tournoi annulé en raison de la pandémie de Covid-19 | Tournoi annulé en raison de la pandémie de Covid-19 | Tournoi annulé en raison de la pandémie de Covid-19 | Tournoi annulé en raison de la pandémie de Covid-19 |
| -       | 2024    | Kurdistan irakien | Tournoi annulé en raison de problèmes de sécurité   | Tournoi annulé en raison de problèmes de sécurité   | Tournoi annulé en raison de problèmes de sécurité   | Tournoi annulé en raison de problèmes de sécurité   | Tournoi annulé en raison de problèmes de sécurité   | Tournoi annulé en raison de problèmes de sécurité   | Tournoi annulé en raison de problèmes de sécurité   | Tournoi annulé en raison de problèmes de sécurité   | Tournoi annulé en raison de problèmes de sécurité   |

## Bilan par nation
Le tableau suivant présente le bilan par nation ayant atteint au moins une fois le dernier carré.
| Pays                    | Vainqueur | Finaliste | Troisième | Quatrième | Participations |
| ----------------------- | --------- | --------- | --------- | --------- | -------------- |
| Comté de Nice           | 2014      | 0         | 0         | 0         | 1              |
| Abkhazie                | 2016      | 0         | 0         | 0         | 3              |
| Ruthénie subcarpathique | 2018      | 0         | 0         | 0         | 1              |
| Chypre du Nord          | 0         | 2018      | 2016      | 0         | 2              |
| Île de Man              | 0         | 2014      | 0         | 0         | 2              |
| Pendjab                 | 0         | 2016      | 0         | 0         | 2              |
| Padanie                 | 0         | 0         | 2018      | 2016      | 3              |
| Araméens                | 0         | 0         | 2014      | 0         | 1              |
| Ossétie du Sud          | 0         | 0         | 0         | 2014      | 1              |
| Pays sicule             | 0         | 0         | 0         | 2018      | 2              |

## Statistiques

### Meilleurs buteurs, toutes phases finales confondues
| Buts | Joueurs           | Équipe              | Détail par édition   |
| 10   | Amar Purewal      | Pendjab             | 7 en 2016, 3 en 2018 |
| 10   | Giacomo Innocenti | Padanie             | 5 en 2014, 5 en 2018 |
| 10   | Matteo Prandelli  | Padanie             | 5 en 2014, 5 en 2016 |
| 9    | Arthur Elbaev     | Ossétie du Sud      | 9 en 2014            |
| 9    | Halil Turan       | Chypre du Nord      | 4 en 2016, 5 en 2018 |
| 7    | Ruslan Shoniya    | Abkhazie            | 4 en 2016, 3 en 2018 |
| 6    | David Ghandilyan  | Arménie occidentale | 6 en 2016            |
| 6    | Kamaljat Singh    | Pendjab             | 6 en 2018            |
| 5    | Dmitri Kortava    | Abkhazie            | 5 en 2016            |
| 5    | Rustam Khutiev    | Ossétie du Sud      | 5 en 2014            |
| 5    | Barna Bajkó       | Pays sicule         | 5 en 2018            |
| 5    | Calum Ferguson    | Cascadie            | 5 en 2018            |

### Meilleur buteur par édition
| Édition | Joueurs        | Buts |
| ------- | -------------- | ---- |
| 2014    | Arthur Elbaev  | 9    |
| 2016    | Amar Purewal   | 7    |
| 2018    | Kamaljat Singh | 6    |
| 2024    |                |      |

### Présidents, sélectionneurs et capitaines vainqueurs
| Année | Président         | Sélectionneur                        | Capitaine           | Sélection               |
| ----- | ----------------- | ------------------------------------ | ------------------- | ----------------------- |
| 2014  | Cédric Messina    | Jean-Philippe Mattio Frédéric Gioria | Eric Cubilier       | Comté de Nice           |
| 2016  | Rouslan Adjindjal | Juma Kvaratskhelia (en)              | Dmitri Kortava (en) | Abkhazie                |
| 2018  | Tibor Tiborovich  | István Sándor (footballer) (en)      | Zoltán Baksa (en)   | Ruthénie subcarpathique |
| 2024  |                   |                                      |                     |                         |
| 2026  |                   |                                      |                     |                         |

## Organisation

### Stades des finales
| Année | Stade                                     |
| ----- | ----------------------------------------- |
| 2014  | Jämtkraft Arena (Östersund)               |
| 2016  | Dinamo Stadium, Sukhumi (en)              |
| 2018  | Queen Elizabeth II Stadium (Enfield) (en) |
| 2024  |                                           |

### Arbitres des finales
| Édition | Arbitres                                                                  |
| ------- | ------------------------------------------------------------------------- |
| 2014    | Roger Lundback, Mattia Ferrario, Andrea Macchi                            |
| 2016    | Sayod Zayniddinov, Osman Ozpasha, Azizoglu Sakir, Ozkurtulus Ahmet        |
| 2018    | Mark Clattenburg, Andrew Mario Parody, Denis Pérez González, David Murphy |
| 2024    |                                                                           |